# Europees kampioenschap schaatsen 1932
Het Europese kampioenschap allround in 1932 werd van 9 tot 10 januari 1932 verreden in het Eisstadion in het Zwitserse Davos.
De titelverdediger was de Fin Clas Thunberg, die in 1931 Europees kampioen werd op de ijsbaan van Östermalms Idrottsplats in Stockholm. De Fin Clas Thunberg werd als eerste schaatser voor de vierde keer kampioen.

## Klassement
| #      | Naam              | Land       | Punten  | 500m        | 5000m       | 1500m       | 10.000m      |
| ------ | ----------------- | ---------- | ------- | ----------- | ----------- | ----------- | ------------ |
| Goud   | Clas Thunberg     | Finland    | 200.830 | 44,8 (1)    | 8.40,9 (1)  | 2.21,0 (1)  | 18.58,8 (5)  |
| Zilver | Ossi Blomqvist    | Finland    | 200.930 | 45,6 (3)    | 8.49,2 (2)  | 2.22,8 (2)  | 18.15,4 (1)  |
| Brons  | Rudolf Riedl      | Oostenrijk | 202.843 | 45,0 (2)    | 8.54,7 (3)  | 2.27,4 (4)  | 18.24,8 (3)  |
| 4      | Karl Leban        | Oostenrijk | 204.627 | 45,7 (7)    | 9.10,0 (6)  | 2.23,0 (3)  | 18.45,2(4)   |
| 5      | Roelof Koops      | Nederland  | 208.970 | 50,0 (10)   | 8.58,2 (5)  | 2.30,6 (6)  | 18.19,0 (2)  |
| 6      | Fritz Moser       | Oostenrijk | 209.520 | 47,5 (6)    | 9.13,6 (7)  | 2.27,6 (5)  | 19.09,2 (6)  |
| 7      | Willem Keetman    | Nederland  | 218.047 | 48,6 (8)    | 9.26,8 (12) | 2.35,6 (11) | 20.18,0 (10) |
| 8      | David Barwa       | Duitsland  | 218.410 | 53,4 (12)   | 9.16,2 (8)  | 2.34,2 (10) | 19.19,8 (8)  |
| 9      | Jan Kalbarczyk    | Polen      | 218.460 | 50,4 (11)   | 9.25,6 (11) | 2.38,7 (12) | 19.32,0 (9)  |
| 10     | Leen van der Rult | Nederland  | 223.672 | 57,2 (13)   | 9.16,7 (9)  | 2.39,5 (13) | 19.12,7 (7)  |
| NF4    | Siem Heiden       | Nederland  | 152.407 | 48,4 (7)    | 8.55,4 (4)  | 2.31,4 (7)  | NF           |
| NC12   | Klaas Schenk      | Nederland  | 156.403 | 47,0 (5)    | 9.46,7 (13) | 2.32,2 (8)  |              |
| NC13   | Sjef Blaisse      | Nederland  | 174.263 | 1.06,0 (14) | 9.25,3 (10) | 2.33,4 (9)  |              |
| NS2    | Zoltán Eötvös     | Hongarije  |         | 48,6 (8)    | NS          |             |              |

* = met val
NC = niet gekwalificeerd
NF = niet gefinisht
NS = niet gestart
DQ = gediskwalificeerd